# Ian Nepomniachtchi
Pour les articles homonymes, voir Nepomniachtchi.
Ian Aleksandrovitch Nepomniachtchi (russe : Ян Александрович Непомнящий) est un joueur d'échecs russe né le 14 juillet 1990 à Briansk en Russie, grand maître international depuis 2007. Champion d'Europe et double champion de Russie, il a remporté le tournoi des candidats en avril 2021, devenant le challenger de Magnus Carlsen pour le championnat du monde de Dubaï en novembre 2021. Il perd finalement le match face à son rival norvégien lors de la onzième partie.
À nouveau challenger pour le titre de champion du Monde à la suite de sa victoire au tournoi des candidats en 2022, il perd face au joueur Chinois Ding Liren lors du championnat du monde de 2023.
Il partage en 2024 le titre de champion du monde de blitz avec Magnus Carlsen, à la suite d'un accord passé avec lui, une première mondiale pour les échecs.
Au 16 novembre 2024, il est le premier joueur russe et le huitième joueur mondial avec un classement Elo de 2 755 points.

## Biographie
Ian Aleksandrovitch Nepomniachtchi est issu d'une famille juive.

## Carrière

### Débuts
Ian Nepomniachtchi étudie les échecs à l'académie d'Evgeny Bareïev, dont il est expulsé à l'âge de quinze ans pour mauvaise conduite : il avait lancé
ses chaussures sur les entraîneurs.
Il gagne le championnat européen des jeunes trois fois : en 2000 dans la catégorie des moins de 10 ans, et en 2001 et 2002 dans la catégorie des moins de 12 ans.
En 2002, il gagne aussi le championnat du monde des moins de 12 ans.
En 2007, Nepomniachtchi finit deuxième du tournoi C de Wijk aan Zee (tournoi Corus), réalisant sa première norme de grand maître international. Cette même année, il réalise sa deuxième norme au championnat d'Europe d'échecs individuel à Dresde, puis sa troisième au 5e mémorial Vanya Somov à Kirichi. La FIDE lui décerne le titre en 2007.

### Champion d'Europe (2010) et champion de Russie (2010 et 2020)
En 2010, il remporte le championnat d'Europe et le championnat de Russie,.
En décembre 2020, dix ans après son premier titre, il remporte le championnat de Russie à Moscou devant Sergueï Kariakine.

### Tournois internationaux classiques
Après avoir gagné en février 2008 l'Open Aeroflot à Moscou, où il réalise une performance de 2 822, il est qualifié pour le Tournoi d'échecs de Dortmund de 2008 où il partage la deuxième place avec trois autres joueurs.
En novembre 2011, plus faible classement Elo participant au Mémorial Tal 2011, considéré comme un des plus forts tournois de tous les temps, de catégorie 22, il finit 3e-6e ex æquo.
En 2015, Nepomniachtchi remporte pour la deuxième fois l'Open Aeroflot au départage devant Daniil Doubov, ainsi que le tournoi de blitz associé à l'open. À la fin de l'année, il gagne l'open de blitz de Moscou.
En 2016, il remporte en juillet le tournoi d'échecs de Danzhou et en octobre le mémorial Tal à Moscou.
En 2018, il remporte le tournoi d'échecs de Dortmund avec 5 points sur 7.
Il remporte l'Open Aeroflot pour la troisième fois en 2025.

### Championnats du monde de blitz et de parties rapides
En 2013 et 2015, Ian Nepomniachtchi remporte la médaille d'argent au championnat du monde de parties rapides. En 2017, il finit troisième (médaille de bronze). En 2014, il est médaille d'argent au championnat du monde de blitz.
Il partage le titre de champion du monde de blitz en 2024 avec Magnus Carlsen.

### Coupes du monde
Ian Nepomniachtchi a participé à cinq coupes du monde.
| Année | Lieu            | Résultat                            | Ultime adversaire      | Adversaires battus                                      |
| ----- | --------------- | ----------------------------------- | ---------------------- | ------------------------------------------------------- |
| 2011  | Khanty-Mansiïsk | troisième tour                      | Gata Kamsky            | Isan Reynaldo Ortiz Suárez, Aleksandr Riazantsev        |
| 2013  | Tromsø          | premier tour                        | Wei Yi                 |                                                         |
| 2015  | Bakou           | troisième tour                      | Hikaru Nakamura        | Zhao Jun, Laurent Fressinet                             |
| 2017  | Tbilissi        | troisième tour                      | Baadur Jobava          | Mladen Palac, Baskaran Adhiban                          |
| 2019  | Khanty-Mansiïsk | quatrième tour (huitième de finale) | Yu Yangyi              | Sugar Gan-Erdene, Aleksandr Predke, Evgueni Tomachevski |
| 2023  | Bakou           | huitième de finale                  | Vidit Santosh Gujrathi | Vugar Asadli, Rauf Mamedov, Nihal Sarin                 |

### Deuxième du Grand Prix FIDE et vainqueur du tournoi des candidats
En juillet 2017, Nepomniachtchi finit deuxième ex æquo du tournoi de Genève faisant partie du Grand Prix FIDE 2017.
En 2019, il remporte deux tournois du Grand Prix FIDE 2019 : Moscou en mai et Jérusalem en décembre. Il finit deuxième du classement général du Grand Prix, ce qui le qualifie pour le tournoi des candidats qui sélectionne le challenger du Championnat du monde d'échecs 2021.
Après le premier tour du tournoi des candidats disputé en 2020, il est premier ex æquo avec Maxime Vachier-Lagrave. Le deuxième tour a lieu en avril 2021, après une interruption d'un an due à la pandémie de Covid-19 ; Nepomniachtchi remporte le tournoi des candidats à la treizième et avant-dernière ronde et devient le challenger de Magnus Carlsen.

### Match contre Carlsen à Dubaï en 2021
Ian Nepomniachtchi perd le match pour le Championnat du monde d'échecs 2021 sur la marque de 3,5 à 7,5 (quatre défaites et sept nulles).
« Le tournant du match de Dubaï a eu lieu dans la 6e partie. Tout semblait tenir, avec les pièces noires, pour Ian Nepomniachtchi, qui a eu plusieurs occasions pour simplifier la position et décrocher une sixième nulle. Mais le Russe décida de déséquilibrer le jeu en obligeant son adversaire à échanger sa dame contre deux tours. Une longue série de manœuvres s’est ensuivie et le Norvégien (...) est parvenu à trouver le juste agencement de ses pièces puis à faire inexorablement avancer ses deux pions restants vers la dernière rangée, celle où le pion, simple fantassin, peut devenir général, c’est-à-dire dame. Constatant que la partie ne pouvait être sauvée, Ian Nepomniachtchi abandonna au 136e coup et après presque huit heures devant l’échiquier. »
Cette sixième partie est la plus longue de toute l’histoire des championnats du monde. Elle détrône une partie jouée en 1978 entre  Anatoli Karpov et Viktor Kortchnoï, une nulle qui avait duré 124 coups.

### Deuxième victoire au tournoi des candidats
Le 3 juillet 2022, Nepomniachtchi remporte pour la deuxième fois consécutive le tournoi des candidats une ronde avant la fin du tournoi.
Il affronte et perd face au joueur Chinois Ding Liren, classé deuxième du tournoi des candidats, lors du championnat du monde de 2023.
Lors de celui-ci, après 3 victoires de chaque côté et 8 nulles, il s'incline en départage. Lors de la 12ème partie, alors qu'il menait d'un point, il obtient une position gagnante avec les Noirs mais ne parvient pas à l'exploiter et perd même la partie.

### Compétitions par équipes
Lors de l'Olympiade d'échecs de 2010 à Khanty-Mansiïsk, Nepomniachtchi joue au premier échiquier de l'équipe de Russie 2 et remporte la médaille de bronze individuelle.
En 2014, il participe à l'Olympiade d'échecs de 2014 à Tromsø dans l'équipe représentant la Russie qui termine quatrième. Il y gagne la médaille de bronze du quatrième échiquier. Lors de l'Olympiade d'échecs de 2016, il remporte la médaille de bronze par équipes avec la Russie et la médaille d'argent individuelle au quatrième échiquier avec 8 points sur 10.
En 2011, 2013 et 2017, il participe au championnat du monde d'échecs par équipes, remportant trois médailles d'or individuelles.
En 2015, il remporte le championnat d'Europe par équipes avec l'équipe de Russie et la médaille de bronze individuelle.